# Winterfeuchte Subtropen

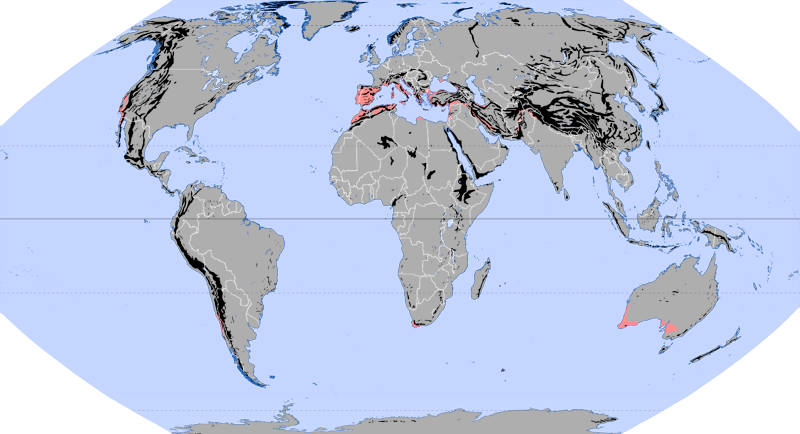
Winterfeuchte Subtropen

Die Zone der Winterfeuchten Subtropen ist eine der neun weltumspannenden Ökozonen nach J. Schultz. Sie nimmt heute etwa 1,8 % der irdischen Landoberfläche ein. Anfang des 21. Jahrhunderts sind davon noch etwa 7 % in einem weitgehend naturnahen Zustand.
Sie liegt in dem als „Mediterranklima“ bezeichneten Teil der Subtropischen Klimazone. Nach der vorherrschenden Vegetation sind die Landschaftstypen der Hartlaubvegetation kennzeichnend.
Die Grenzen der Winterfeuchten Subtropen sind in der Realität fließend, so dass eine exakte Ausdehnung – wie auf der Karte dargestellt – faktisch nicht festgelegt werden kann. Diese Tatsache wird verständlich, wenn man vergleichbare geozonale Modelle heranzieht, die zum Teil deutliche Abweichungen aufweisen. Siehe dazu beispielsweise das vergleichbare Mediterrane Zonobiom auf der Karte der Zonobiome nach Walter und Breckle oder die FAO Ecozones.